# Mestre de Sant Jordi i la princesa

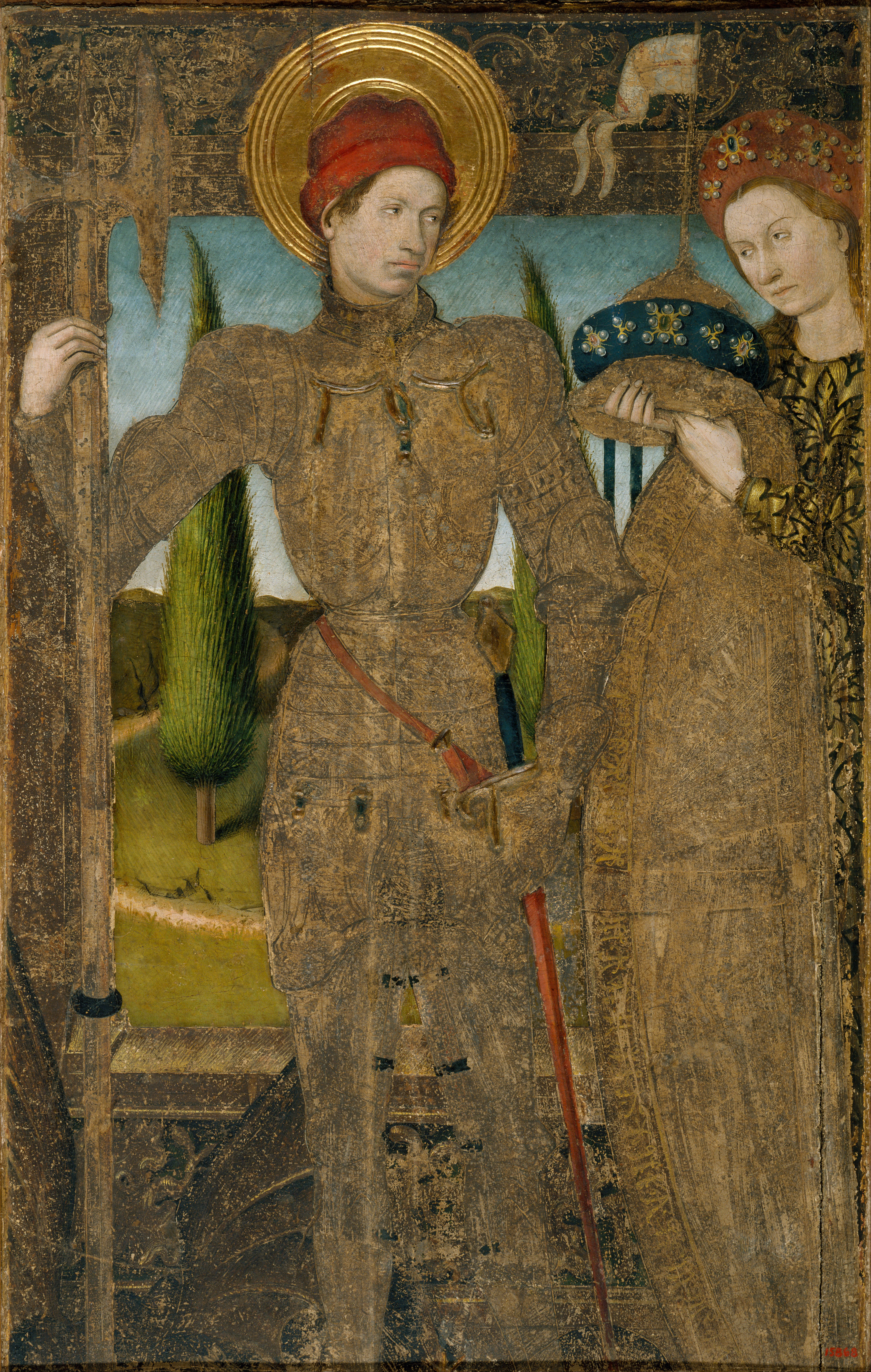
Taula de sant Jordi i la princesa

El mestre de Sant Jordi i la princesa és el nom amb el qual és conegut un pintor anònim del segle xv, probablement d'origen aragonès i actiu a la segona meitat del segle xv.
La taula amb Sant Jordi i la princesa ha estat tradicionalment atribuïda a Jaume Huguet, però modernament, per l'anàlisi de les diferències que presenta respecte altres obres d'Huguet, es creu que en realitat va ser feta per aquest mestre anònim aragonès, al qual s'atribueixen dues taules més, amb les figures de sant Joan Baptista i sant Jaume el Major. Conservades al monestir de San Pedro el Viejo de Siresa (Osca).